# AirPlay
AirPlay é um protocolo proprietário desenvolvido pelo Apple Inc. para reprodução de conteúdo de áudio/vídeo transmitido pela internet em um dispositivo consumidor compatível. Originalmente o protocolo funcionava apenas em softwares e dispositivos da Apple, ele se chamava AirTunes e era usado apenas para áudio. Posteriormente, a Apple licenciou o protocolo AirPlay como uma tecnologia de componentes de software para fabricantes de terceiros que produzem produtos compatíveis com os dispositivos da Apple.

## História
O AirTunes, foi introduzido no iOS 4.2 e era compatível com o Airport Express.
A Apple anunciou o AirPlay 2 em sua conferência anual WWDC em 5 de junho de 2017. Estava programado para ser lançado junto com o iOS 11 no terceiro trimestre de 2017 mas foi adiado para junho de 2018. Em comparação com a versão original, o AirPlay 2 melhora o buffering; adiciona áudio de streaming a alto-falantes estéreo; permite que o áudio seja enviado para vários dispositivos em diferentes lugares; o usuário pode controlar o áudio pela Central de Controle, pelo aplicativo Casa ou usando a Siri, funcionalidade que só estava disponível anteriormente usando o programa do iTunes no macOS ou Windows. 

## Remetentes
Os dispositivos remetentes AirPlay incluem computadores com iTunes e dispositivos iOS, como iPhones, iPods e iPads rodando iOS 4.2 ou versões superiores. Os dispositivos podem enviar conteúdos utilizando uma conexão Wi-Fi ou ethernet. O OS X Mountain Lion possui suporte a espelhamento de conteúdo via AirPlay em sistemas que contêm processadores Intel Core de 2ª geração ou modelos mais recentes.
Em 2016, a HTC lançou um smartphone Android com transmissão Apple AirPlay. 
A partir do iOS 4.3, aplicativos de terceiros como ApowerMirror, AirServer e Reflector podem enviar transmissões de áudio e vídeo compatíveis pelo AirPlay. O aplicativo iTunes Remote no iOS pode ser usado para controlar a reprodução de mídia e selecionar receptores de streaming no iTunes que esteja rodando em um Mac ou PC. 
A partir do macOS 10.14, não existe uma API pública para desenvolvedores terceirizados integrarem o AirPlay 2 em seus aplicativos de macOS. 
Em maio de 2019, um desenvolvedor terceirizado lançou um aplicativo macOS que pode transmitir áudio usando o AirPlay 2. O aplicativo inclui uma ferramenta de ajuda chamada "AirPlay Enabler" que usa injeção de código para contornar restrições à API privada AirPlay 2 no macOS